# Пакстон (Флорида)
Пакстон (енгл. Paxton) град је у америчкој савезној држави Флорида. По попису становништва из 2010. у њему је живело 644 становника.

## Демографија
Према попису становништва из 2010. у граду је живело 644 становника, што је 12 (1,8%) становника мање него 2000. године.
| Група             | 2000.       | 2010.       |
| Белци             | 616 (93,9%) | 568 (88,2%) |
| Афроамериканци    | 11 (1,7%)   | 22 (3,4%)   |
| Азијати           | 0 (0,0%)    | 3 (0,5%)    |
| Хиспаноамериканци | 11 (1,7%)   | 16 (2,5%)   |
| Укупно            | 656         | 644         |